# Naturschutzgebiet Immetsiefen
Das Naturschutzgebiet Immetsiefen erstreckt sich nördlich von Rambrücken in der Stadt Rösrath im Rheinisch-Bergischen Kreis.

## Beschreibung
Das Naturschutzgebiet umfasst zwei tief eingeschnittene Siefen, von denen der Immetsiefen direkt in die Sülz mündet. An den Hängen steht überwiegend alter Mischwald mit Buchen, Hainbuchen und Eichen. Die Bäche sind weitgehend naturnah, der südliche wird durch eine Teichanlage unterbrochen. Wo die beiden Bäche zusammenfließen, sind die Hänge von recht magerem und artenreichem Magergrünland bewachsen. Im südlichen Teil gibt es kleine Obstbaumbestände.

## Schutzzwecke
Die Schutzausweisung erfolgt zur Erhaltung und Entwicklung eines überwiegend bewaldeten Siefensystems mit magerem Hanggrünland. Im Einzelnen werden folgende Schutzzwecke festgesetzt:
- Erhaltung und Sicherung der geschützten Biotope: Fließgewässer, Quellbereiche,
- Sicherung der Funktion als Biotopverbundfläche von herausragender Bedeutung,
- Erhaltung und Entwicklung des Siefensystems als vielgestaltiger Biotopkomplex aus alten Hangwäldern und blütenreichem Hanggrünland,
- Erhaltung und Entwicklung naturnaher, durchgängiger Bäche und Quellbereiche,
- Erhaltung und Entwicklung von altem Mischwald mit Buchen, Hainbuchen und Eichen sowie standortgerechten Erlenwäldern in den Quellbereichen,
- Erhaltung und Entwicklung von artenreichem, extensiv genutztem Hanggrünland.[1]